# Да Силва Феррейра, Жеан Карлос
Жеан Карлос да Силва Феррейра (порт.-браз. Jean Carlos da Silva Ferreira; 3 марта 1982, Сан-Гонсалу, Рио-де-Жанейро, Бразилия) — бразильский футболист, игрок клуба «Риу-Верди».

## Карьера
Воспитанник «Фламенго», в котором и начинал профессиональную карьеру. Летом 2005 года у Жеана Карлоса были предложения из Турции, Японии и Южной Кореи. Однако, 31 августа 2005 года он заключил 4-летний контракт с российским «Сатурном». 11 сентября того года дебютировал за клуб в чемпионате России в выездном матче 22-го тура против «Томи», выйдя на 46-й минуте встречи на замену Сергею Рогачёву и на 68-й минуте отличившись забитым мячом. Летом 2006 года был отдан в аренду с правом выкупа в «Васко да Гама». В конце января 2007 года по приглашению Леао, ЭмерсонЭмерсона Леао на правах аренды перешёл в «Коринтианс». Остаток сезона провёл в «Флуминенсе». В январе 2008 года вновь был арендован «Васко да Гама». В августе 2009 года подписал контракт с «Сантосом» до конца года с возможностью продления еще на два сезона. Далее выступал за «Бразильенсе», «Волту-Редонду», «Америку» из Рио-де-Жанейро. В сезоне 2012/2013 играл за «Мадурейру», после чего перешёл в «Макаэ». В 2017 году играл за «Сан-Гонсалу» из его родного города.